# کلف (اشتاینبورگ)
کلف (به آلمانی: Kleve) یک شهر در آلمان است که در Itzehoe-Land واقع شده‌است. کلف ۶۰۶ نفر جمعیت دارد.